# Cantón de Champlitte
El cantón de Champlitte era una división administrativa francesa, que estaba situada en el departamento de Alto Saona y la región de Franco Condado.

## Composición
El cantón estaba formado por ocho comunas:
- Argillières
- Champlitte
- Courtesoult-et-Gatey
- Fouvent-Saint-Andoche
- Framont
- Larret
- Percey-le-Grand
- Pierrecourt

## Supresión del cantón de Champlitte
En aplicación del Decreto nº 2014-164 de 17 de febrero de 2014, el cantón de Champlitte fue suprimido el 22 de marzo de 2015 y sus 8 comunas pasaron a formar parte del nuevo cantón de Dampierre-sur-Salon.